# Честертон (Индијана)
Честертон (енгл. Chesterton) град је у америчкој савезној држави Индијана.

## Демографија
По попису из 2010. године број становника је 13.068, што је 2.58 (24,6%) становника више него 2000. године.
| Група             | 2000.         | 2010.          |
| Белци             | 9.831 (93,7%) | 11.536 (88,3%) |
| Афроамериканци    | 46 (0,4%)     | 179 (1,4%)     |
| Азијати           | 144 (1,4%)    | 280 (2,1%)     |
| Хиспаноамериканци | 347 (3,3%)    | 899 (6,9%)     |
| Укупно            | 10.488        | 13.068         |